# Амињи
Амињи (фр. Amigny) насеље је и општина у северној Француској у региону Доња Нормандија, у департману Манш која припада префектури Сен Ло.
По подацима из 2011. године у општини је живело 156 становника, а густина насељености је износила 42,28 становника/km². Општина се простире на површини од 3,69 km². Налази се на средњој надморској висини од 15 метара (максималној 57 m, а минималној 13 m).

## Демографија
| 1962. | 1968. | 1975. | 1982. | 1990. | 1999. | 2011. |
| ----- | ----- | ----- | ----- | ----- | ----- | ----- |
| 123   | 119   | 104   | 122   | 123   | 123   | 156   |

График промене броја становника у току последњих година